# Russh
Russh es una revista de moda australiana independiente de circulación trimestral fundada el año 2004. La revista se centra principalmente en la moda, la cultura popular y la música.

## Historia
Russh fue lanzada el año 2004 y el primer número apareció en octubre del mismo año. En 2010 se lanzó el sitio web de la revista, mientras que la edición en papel se publica cuatro veces al año. La revista publicó previamente una edición internacional en Japón.
La revista se ha caracterizado por combinar diversos talentos de la industria de la moda australiana, incluidos diseñadores, fotógrafos, estilistas y maquilladores, con las mejores marcas mundiales de moda y belleza.

## Portadas
Russh utiliza exclusivamente rostros del mundo de la moda para sus portadas. Algunos de los modelos de portada anteriores incluyen a:
- Cara Delevingne
- Julia Nobis
- Daul Kim
- Alessandra Ambrosio
- Tony Ward
- Karlie Kloss
- Hannah Holman
- Jacquelyn Jablonski
- Ali Stephens
- Karmen Pedaru
- Constance Jablonski
- Catherine McNeil
- Ashley Smith
- Devon Aoki
- Enikő Mihalik